# Kumail Nanjiani
Kumail Ali Nanjiani (sinh ngày 21/2/1978) là nam diễn viên, nghệ sĩ hài người Mỹ gốc Pakistan. Anh được biết tới qua vai trò biên kịch kiêm diễn viên phim điện ảnh hài The Big Sick (2017). Ở lĩnh vưc truyền hình, anh từng tham gia sê-ri phim hài Silicon Valley (2014–2019). Nanjiani từng được đề cử một giải Oscar cho kịch bản gốc xuất sắc nhất. Năm 2018, tờ Time liệt kê anh là một trong số 100 nhân vật có tầm ảnh hưởng lớn nhất trên thế giới.

## Thời thơ ấu
Kumail Nanjiani sinh ra tại Karachi, Sindh, Pakistan, là con trai của bà Shabana và ông Aijaz Nanjiani. Dưới anh có một em trai sinh năm 1982. Anh lớn lên trong gia đình theo đạo Hồi.
Năm 18 tuổi, anh theo học ở Đại học Grinnell, Mỹ. Năm 2001, anh tốt nghiệp với hai bằng Cử nhân Triết học và Khoa học máy tính.

## Đời tư
Năm 2007, Nanjiani kết hôn với nhà văn, nhà sản xuất phim Emily V. Gordon.
Gia đình anh theo đạo Hồi, nhưng hiện anh chia sẻ mình là người theo chủ nghĩa vô thần.

## Danh sách phim

### Điện ảnh
| Năm  | Tên phim                            | Vai diễn | Ghi chú    |
| ---- | ----------------------------------- | -------- | ---------- |
| 2019 | Chủng tộc bất tử                    | Kingo    |            |
| 2023 | Nhà vịt di cư                       | Mack     | Lồng tiếng |
| 2024 | Biệt đội săn ma: Kỷ nguyên băng giá |          |            |